# Tomáš Podruh
Tomáš Podruh (15. prosinec 1896 Třeboň - 26. srpen 1942 Berlín) byl československý legionář a oběť nacistického režimu.

## Život
Tomáš Podruh se narodil v jihočeském městě Třeboni, kde také vystudoval místní gymnázium. V období První světové války musel stejně jako ostatní narukovat do rakousko-uherské armády, kde bojoval především na východní frontě u dělostřelectva. Za dovednosti u dělostřeleckého pluku si dokonce vysloužil hodnost podplukovníka. Po dvou letech války padl do ruského zajetí, které využil k tomu, aby se přidal k československým legionářům. Zde zůstal u dělostřelectva, konkrétně u 7. pěšího pluku.
Po skončení první světové války se zpět do vlasti vrátil až v roce 1920, ovšem již v hodnosti nadporučíka. U československé armády ovšem zůstal i nadále. Působil u 105. dělostřeleckého pluku v Českých Budějovicích. Zde však vydržel pouze do roku 1930, kdy se rozhodl přestěhovat do Prahy. Zde působil ve výcvikovém táboře Ministerstva národní obrany. Později v roce 1932 mu byl svěřen 101. dělostřelecký pluk v Praze-Motole, kde zastával velitelskou funkci. V roce 1935 se ovšem rozhodl přestěhovat do vzdálené Opavy, kde od roku 1935 působil jako velitel 8. dělostřeleckého pluku. Na této pozici ovšem nevydržel dlouho. Důvodem bylo v roce 1938 další stěhování, tentokrát do Brna. V Brně mu bylo svěřeno velení 106. dělostřeleckého pluku. Právě v Brně ho ovšem zastihl německý zábor Sudet i pozdější rozpuštění československé armády.
Po rozpuštění československé armády, se začal věnovat pedagogice. Tu naplno rozvíjel na I. Státní průmyslové škole v Brně, kde vyučoval dějepis a zeměpis. Působení na škole se později ukázalo jako zcela klíčové pro jeho další odbojovou činnost. Krátce po záboru Druhé republiky německým vojskem a nastolení Protektorátu Čechy a Morava, se zapojil do odbojové organizace Obrana národa. V této odbojové organizaci dostal na starost území Brno-město. Mezi jeho hlavní činnosti patřilo ilegální převádění osob přes hranice a jejich pozdější napojení na zahraniční odboj. Nejčastěji pomáhal lidem s útěkem do Velké Británie. Jeho činnosti si bohužel všimla i tajná policie Gestapo, které Tomáše Podruha 23. března 1939 zatklo. Po zatčení byl vězněn v Brně. Nejprve na brněnském hradě Špilberku a později v Sušilových kolejích. Z Brna byl později převezen nejprve do Vratislavi, poté do Wohlau a poté dokonce do hlavního města Třetí říše Berlína. Zde stanul před lidovým soudem, který ho 5. listopadu 1941 odsoudil za velezradu k trestu smrti zastřelením. Rozsudek byl vykonán v berlínské věznici Plötzensee téměř rok po jeho vynesení, a to 26. srpna 1942.

## Vyznamenání
- Štefánikův pamětní odznak I. stupně (in memoriam) v roce 1945
- Československý válečný kříž 1939 (in memoriam) v roce 1947
- Pamětní odznak (1939-1945) Svazu osvobozených politických vězňů a pozůstalých (in memoriam) v roce 1948